# جلال (بنقردان)
جلاّل هي قرية وعمادة تونسية تابعة لمعتمدية بنقردان، تبعد قرابة 4 كلم على وسط مدينة بنقردان وتبلغ مساحتها 98 كلم مربع، بلغ عدد سكانها 11,739 نسمة حسب آخر إحصائيات سنة 2014

### مواضيع ذات علاقة
- معتمدية بنقردان.
- ولاية مدنين.